# Алгабас (Кизилкумський сільський округ)
Алгаба́с (каз. Алғабас) — село у складі Жетисайського району Туркестанської області Казахстану. Входить до складу Кизилкумський сільського округу.
У радянські часи село було частиною села Єнбекші.
Населення — 614 осіб (2021; 628 у 2009, 570 у 1999, 469 у 1989).